# Вейр, Джейн
Джейн Вейр или Джин Вейр (умерла в 1670 г.) была шотландкой, казнённой за колдовство. Она была сестрой майора Томаса Вейра, обвиненного в инцесте и колдовстве в 1670 году и впоследствии казнённого.
Вейр родилась недалеко от Карлука в Ланаркшире. Её брат Томас Вейр был строгим протестантом, чьи проповеди заработали ему репутацию, которая привлекала посетителей в его дом в Эдинбурге.
После выхода на пенсию в 1670 году Вейр заболел и, находясь при смерти, начал признаваться в тайной преступной и порочной жизни. Лорд-провост сначала счёл признание неправдоподобным и не предпринял никаких действий, но в конце концов Вейра и его незамужнюю сестру Джейн доставили в Эдинбургский Толбут для допроса. Майор Вейр, которому было за семьдесят, продолжал признаваться всё в новых грехах, а Джейн Вейр рассказала ещё более яркую историю о колдовстве и пороке.
Суд начался 9 апреля 1670 года. Джейн Вейр призналась, что их мать была ведьмой и учила своих детей. Она также рассказала, что у Томаса была метка Зверя на теле и что они часто разъезжали по окрестностям на огненном бесе.
Её имя включено в композицию «Этаж наследия» Джуди Чикаго.

## Рекомендации
1. ↑  http://witches.shca.ed.ac.uk/index.cfm?fuseaction=home.trialrecord&search_string&trialref=T/LA/769
2. ↑  http://witches.shca.ed.ac.uk/index.cfm?fuseaction=home.trialrecord&trialref=T%2FLA%2F769&search_type=searchaccused&search_string=lastname
3. ↑  Uglow, Jennifer. The Northeastern Dictionary Of Women's Biography: Revised by Maggy Hendry. — 3rd. — Boston : Northeastern University Press, 1999. — ISBN 155553421X.
4. ↑  Black, George F. A calendar of cases of witchcraft in Scotland, 1510–1727. — Whitefish, MT : Kessinger Publishing, 2003. — ISBN 0766158381.
5. ↑  Levack, Brian P. Witchcraft in Scotland. — Reprint of works orig. publ. 1891–1984. — New York [u.a.] : Garland, 1992. — ISBN 0815310293.
6. ↑  Chambers, R. Traditions of Edinburgh. — Edinburgh : W & R Chambers Ltd. reprint 1980, 1824. — P. 33. — ISBN 0-550-21292-2.
7. 1 2  Supernatural Scotland: Major Weir. Scottish Clans. Дата обращения: 12 августа 2013. Архивировано из оригинала 28 октября 2012 года.